# Paul Quéré
Paul Quéré (Reims, 1931 - Pont-l'Abbé, 1993) was een Frans kunstschilder, pottenbakker en dichter van Bretonse afkomst. Daarnaast was hij ook een gepassioneerd jazzmuzikant en radiopresentator.

## Leven en werk
Van 1952 tot 1956 werkte Quéré samen met Célestin Freinet. Van 1953 tot 1979 woonde hij in de Provence en werkte daar voor zijn broodwinning als pottenbakker. Hij verdiende er voldoende mee om zich over te kunnen geven aan zijn echte passies: het schrijven en schilderen.
In 1979 verhuisde hij naar Bretagne, waar hij weer als pottenbakker aan de slag ging in Plomeur (departement Finistère). Hij besteedde nu nog meer tijd aan het schrijven en publiceren van zijn werken, en vooral ook aan het schilderen.
Paul Quéré werd begraven in het kleine kerkhof van Tréguennec aan de baai van Audierne. Hij laat een oeuvre na van geschreven en geschilderd werk: een vijftiental boeken, olieverfschilderijen op doek en hout, werk in acrylverf, aquarellen, pastels en tekeningen. 
Het werk van Paul Quéré wordt bewaard door de vereniging Bodérès d'octobre te Plomeur, opgericht om zijn werk voor een groter publiek bekend te maken.

## Exposities
- 1982: Galerie de Lambour, Pont-l'Abbé
- 1985 : Maison des poètes, Cité du Livre, Bécherel
- 1989 : Centre culturel, Le Guilvinec
- 1990 : Manoir de Kerazan, Loctudy
- 1991 : Format 22, Ploufragan
- 1991 : 7 poètes bretons Maison de la baie d'Audierne, Tréguennec
- 1992 : 14 peintres en baie d'Audierne, Pouldreuzic )
- 1992 : Les Estivales de Tinténiac, Tinténiac
- 1992 : Galerie B, Pont-l'Abbé
- 1993 : Salon de la petite édition, Quimper
- 1994 : Galerie du Conseil Général, Quimper
- 1996 : Hôtel Mercure, Quimper
- 2000 : Moulin d'Andé, Andé
- 2000 : Retrospectieve in het kasteel van Pont-l'Abbé